# Spezialeinheit Enzian

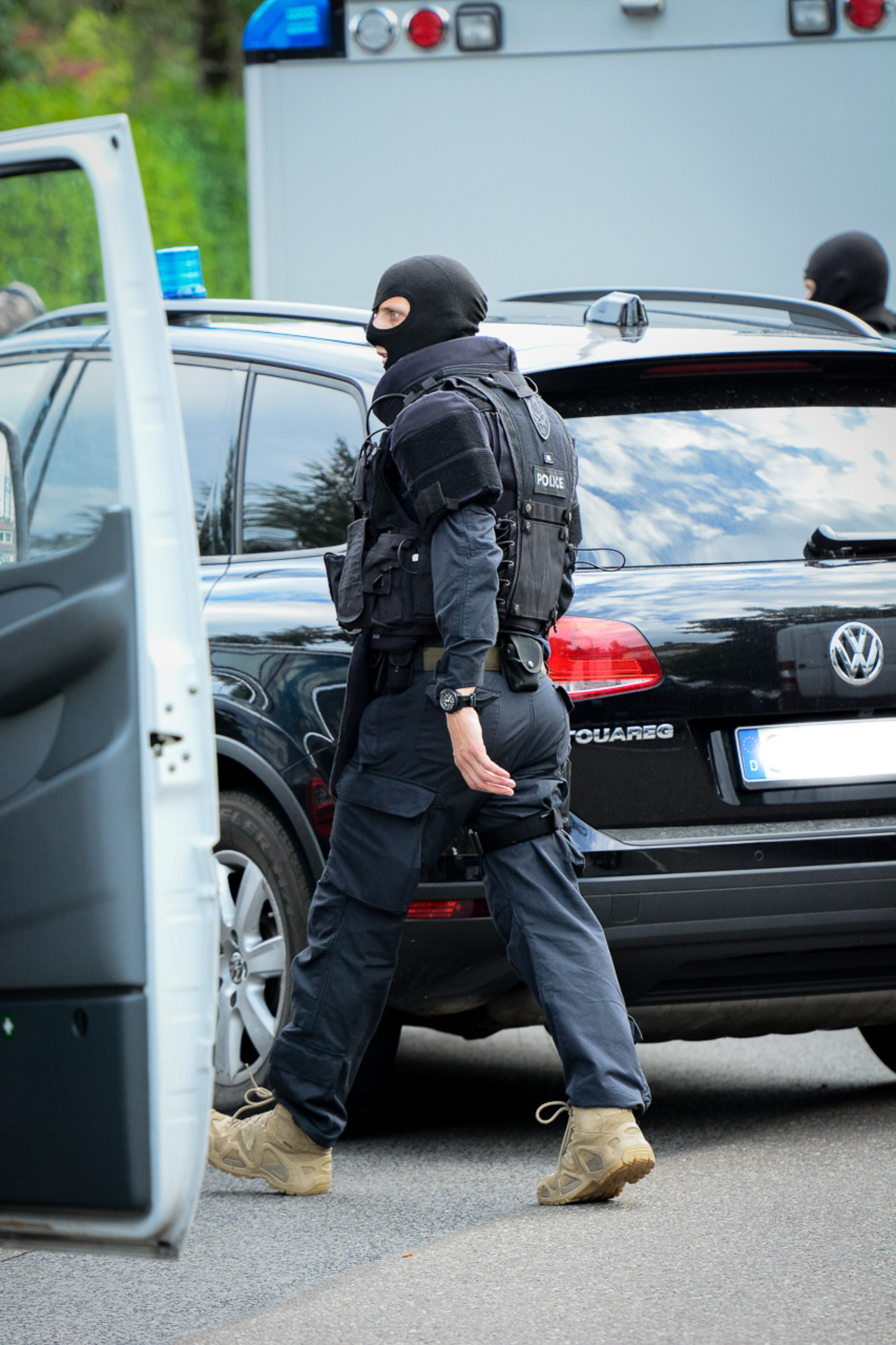
Enzian-Mitglied in Einsatzkleidung bei ATLAS-Hospitation in Stuttgart

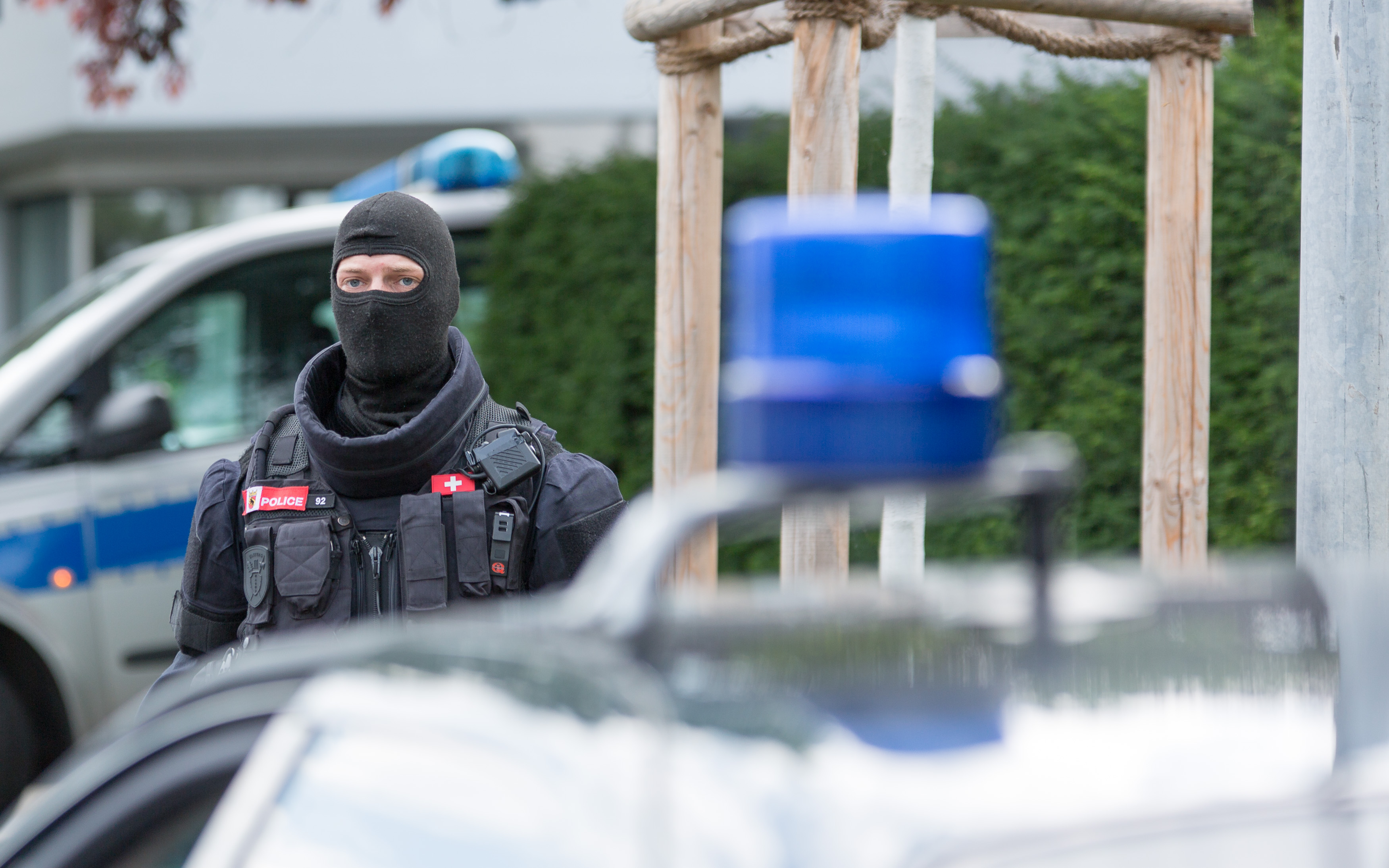
Ein Mitglied der Enzian

Die Spezialeinheit «Enzian» ist die älteste Spezialeinheit der Schweizer Polizei. Sie wurde 1972 aufgestellt. Die Einheit ist der Kantonspolizei Bern zugeordnet und Mitglied des Atlas-Verbundes europäischer Polizeispezialeinheiten.

## Auftrag
Enzian kommt wie die meisten der anderen Polizei-Sondereinheiten zum Einsatz, wenn ein hoher Gefährdungsgrad an Leib und Leben aller Beteiligten ein koordiniertes, den Umständen angepasstes Vorgehen mit spezialisierten, im Verbund aufeinander abgestimmten und entsprechend ausgerüsteten Polizisten verlangt wird. Beispiele für ihre Einsatzgebiete sind Geiselnahmen oder koordinierte Festnahmen mit erhöhtem Risiko. Daneben gehört auch der Personenschutz zur Aufgabe der Enzian-Mitglieder.
Enzian verfügt über speziell ausgebildete Präzisionsschützen, welche das ganze Gebiet der Nordwestschweiz abdecken und von den Polizeikorps der Kantonspolizei Solothurn, Aargau, Basel-Landschaft und Basel-Stadt angefordert werden können.

## Organisation
Die Spezialeinheit wurde der Kriminalpolizei angegliedert, was in der Schweiz einzigartig ist. Dadurch ist eine enge und gute Zusammenarbeit mit den verschiedenen anderen Dezernaten der Kripo gewährleistet. Enzian ist zusammen mit der Observationseinheit und der Verhandlungsgruppe in derselben Spezialfahndung eingeteilt. So können Synergien optimal genutzt werden.
Im Gegensatz zu vielen anderen schweizerischen Einheiten, bei denen die Beamten normalen Schicht- und Streifendienst versehen und nur in entsprechenden Fällen die Spezialeinheit bilden, sind die Beamten der Einheit Enzian während der Bereitschaftszeit nur innerhalb der Einheit tätig (Training, Fortbildung etc.). Sie war lange Zeit die einzige vollamtliche polizeiliche Spezialeinheit in der Schweiz. Mittlerweile haben sich jedoch auch weitere Einheiten professionalisiert.
Das Dezernat Enzian wird von einem Stab geführt und verfügt über vier Abteilungen (Einsatz, Personenschutz, Technik und Ausbildung). Die Abteilung Einsatz verfügt über zwei Einsatzgruppen, welche sämtliche Einsatzgebiete abdecken und im Wechsel den 24 h Pikettdienst leisten. Die Abteilung Personenschutz ist verantwortlich für alle Personenschutzeinsätze und wird von den Einsatzgruppen unterstützt. Die Technikgruppe beschäftigt sich vor allem mit sämtlichen technischen Hilfsmitteln und Geräten und schliesst sich im Einsatzfall den Einsatzgruppen an. Die Ausbildungsgruppe ist für die Aus- und Weiterbildung zuständig und unterstützt die Einsatz- und Personenschutzgruppe im Einsatz. Unabhängig von der Zugehörigkeit zu einer Spezialisierungsgruppe, kann und wird jedes Mitglied in jeder Einsatzlage nach Bedarf eingesetzt.
Nach dem Zusammenschluss der Kantonspolizei mit der Stadtpolizei Bern, wurde der Bestand der Enzian um mehr als zehn Mitgliedern erhöht. Diese rekrutierten sich aus der damaligen Sondereinheit Stern der Stadtpolizei Bern.

## Rekrutierung und Ausbildung
Neue Mitarbeiter rekrutiert die Einheit aus sämtlichen Abteilungen der Kantonspolizei Bern. Voraussetzung ist die abgeschlossene Polizeischule sowie einige Jahre Diensterfahrung. Interessenten können sich auf die interne Ausschreibung melden und durchlaufen einen zweitägigen Aufnahmetest. Dieser sehr anspruchsvolle Aufnahmetest verlangt nebst physischen Anforderungen wie Sport und Schiessen, vor allem eine gute Psyche und eine starke Persönlichkeit. Die Grundausbildung dauert mehrere Monate. In dieser Zeit und mindestens während des ersten Jahres als vorerst provisorisches Mitglied der Sondereinheit, sind diese Polizisten einer Personenschutzgruppe angegliedert. Nach diesem Jahr, in welchem hauptsächlich Ausbildung betrieben und erste Erfahrungen im Personenschutz gesammelt wird, können sich die angehenden Mitarbeiter nach absolvierter und erfolgreich abgeschlossener Grundausbildung auf einen Platz in einer Einsatzgruppe melden, oder aber als festes Mitglied in der Personenschutzgruppe verbleiben. Nach mindestens einem weiteren Jahr in den Einsatzgruppen kann er sich bei Bedarf und je nach Eignung zum Präzisionsschützen oder Einsatztechniker weiterbilden lassen. Laut Enzian benötigt ein neuer Beamter rund ein Jahr Eingewöhnungszeit und bringt nach etwa zwei weiteren Jahren die maximale Leistung. Nach insgesamt zehn Jahren muss er die Einheit wieder verlassen und tritt in eine andere Abteilung der Kantonspolizei über. Die Polizisten beim Enzian erhalten eine um zwei Lohnklassen höhere Besoldung als ein Streifenpolizist.

## Ausrüstung
Jeder Beamte erhält als persönliche Bewaffnung eine Pistole vom Typ SIG Sauer P226. Die Präzisionsschützen zusätzlich ein Präzisionsschützengewehr der Marke Accuracy International im Kaliber .308 Winchester mit 24-Zoll-Lauf, Restlichtverstärker der Marke Simrad und Brügger & Thomet-Schalldämpfer. Die Einheit verfügt im Waffenarsenal auch über das SIG 551P im Kaliber .223 und verschiedene Versionen der MP5 vom deutschen Hersteller Heckler & Koch.

## Sonstiges
2023 wurde die Einheit Gesamtsieger der Combat Team Conference.